# Neanastatus trinotatus
Neanastatus trinotatus är en stekelart som beskrevs av Girault 1915. Neanastatus trinotatus ingår i släktet Neanastatus och familjen hoppglanssteklar. Inga underarter finns listade i Catalogue of Life.